# Hotel Lux

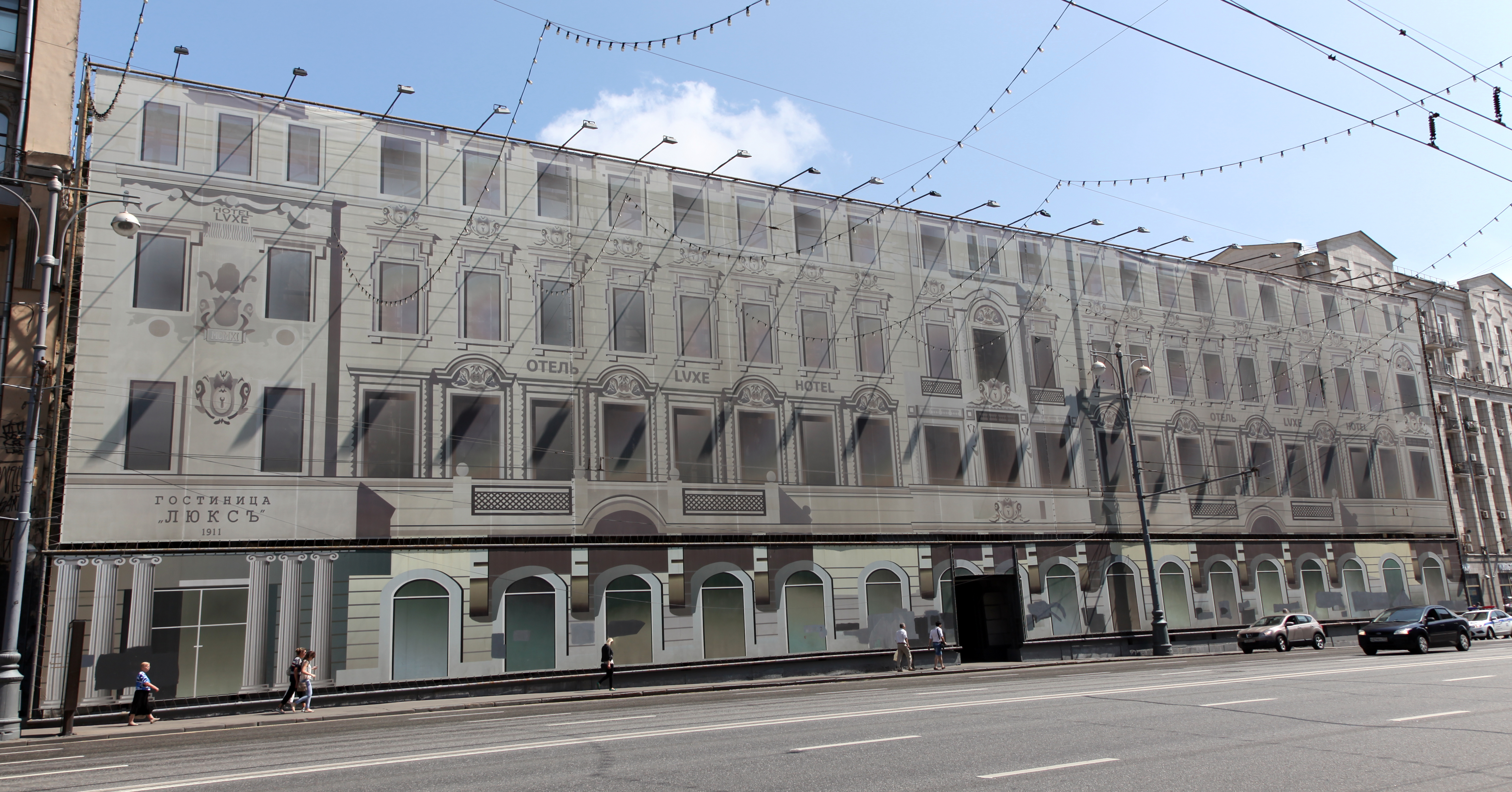
Hotel Lux w Moskwie w czasie współczesnej rekonstrukcji

Hotel Lux ros. Люксъ – hotel w centrum Moskwy, będący nieoficjalną siedzibą Kominternu. Został zbudowany w 1911 roku z inicjatywy moskiewskiego piekarza Iwana Filipowa. Znajdował się przy ulicy Twerskiej 36. Pierwotnie był to Hotel Francja,  po rewolucji bolszewickiej został znacjonalizowany, a nazwę zmieniono na Lux (Люксъ).
Budynek został przeznaczony na stałe mieszkania dla komunistów-funkcjonariuszy powstałego w 1919 Kominternu i gości Międzynarodówki. W 1933 dobudowano dwa kolejne piętra, co powiększyło hotel do 300 pokoi, zmieniono też adres na Gorkiego 10. W okresie wielkiej czystki wielu mieszkańców hotelu zostało aresztowanych przez NKWD i zamordowanych.
Hotel Lux istniał do 1953 roku, gdy utracił swój polityczny charakter i został przekształcony w zwykły hotel, przemianowany na Hotel Centralny.
Hotelowi został poświęcony niemiecki film fabularny z 2011 roku Hotel Lux w reżyserii Leandera Haußmanna.
Mieszkańcami hotelu byli m.in.: Saul Amsterdam, Johannes Becher, Bolesław Bierut, Willi Bredel, Georgi Dymitrow, Hugo Eberlein, Zhou Enlai, Ruth Fischer, Klement Gottwald, Antonio Gramsci, Antonio Graziadei, Gyula Háy, Maksymilian Horwitz (tu aresztowany), Jules Humbert-Droz, Lotte Kühn, Aino Kuusinen, Otto Kuusinen, Wolfgang Leonhard, Ruth von Mayenburg, Hồ Chí Minh, Imre Nagy, Heinz Neumann, Margarete Buber-Neumann, Wilhelm Pieck, Theodor Plievier, Hermann Remmele, Karl Retzlaw, Ernst Reuter, Kang Sheng, Rudolf Slánský, Richard Sorge, Ernst Thälmann, Josip Broz Tito, Palmiro Togliatti, Walter Ulbricht, Gustav von Wangenheim, Herbert Wehner, Erich Weinert, Markus Wolf, Roman Zambrowski, Clara Zetkin, Hedda Zinner.